# Veturlandafjall
Veturlandafjall är ett berg i republiken Island. Det ligger i regionen Västfjordarna, 200 km norr om huvudstaden Reykjavík. Toppen på Veturlandafjall är 962 meter över havet, eller 430 meter över den omgivande terrängen. Bredden vid basen är 5,2 km.
Närmaste större samhälle är Þingeyri, omkring 10 kilometer nordost om Veturlandafjall.